# Taken (miniserie)
Taken, ook gekend onder de naam Steven Spielberg Presents Taken, is een sciencefiction-miniserie uit 2002 die ook de Emmy Award voor “Outstanding Miniseries” won. De serie werd opgenomen in Vancouver, Brits-Columbia (Canada). De reeks werd oorspronkelijk uitgezonden door het Amerikaanse Sci-Fi Channel. In Vlaanderen werd ze uitgezonden door het toenmalige Kanaal2.
Van de serie werd ook een boek uitgebracht dat werd geschreven door Thomas H. Cook.

## Verhaal
Taken beschrijft het leven van de families Keys, Crawford en Clarke over een periode van vijf decennia en vier generaties.
Russell Keys werd tijdens de Tweede Wereldoorlog gevangengenomen door Duitse militairen. Duitse dokters hebben experimenten op hem uitgevoerd. Sindsdien heeft hij regelmatig last van levensechte nachtmerries waarin hij wordt ontvoerd door buitenaardse wezens.
Owen Crawford is een ambitieuze kapitein van de United States Air Force, maar na het Roswellincident wordt hij een moraalloze samenzweerder.
Sally Clarke heeft een mislukt huwelijk achter de rug en heeft zich teruggetrokken op een verlaten boerderij. Op een dag vindt ze in een schuur een aantrekkelijke, onbekende jonge man. Ze wordt verliefd op hem, neemt hem in huis en gaat een relatie met hem aan, hoewel ze er eigenlijk 100% van zeker is dat John in werkelijkheid een buitenaards wezen is.
Over de jaren heen geraken de families nauwer met elkaar verwant onder meer door implantaten ingebracht door de buitenaardse wezens en de geboorte van Allie Keys, die het resultaat is van een experiment van de buitenaardse wezens om hun eigen soort evolutionair aan te passen. In het bloed van Allie zitten de genen van de bloedlijnen van de families Keys, Clarke en het buitenaards wezen John.

## Het Artefact
Het Artefact is een mysterieus object dat is gerelateerd met de buitenaardse wezens. Het bevond zich in een buitenaardse vliegende schotel die in 1947 boven het aardoppervlak bewoog. Het schip crashte nadat het botste met een weerballon, wat door de Amerikaanse overheid later werd afgedaan als het Roswell ufo-incident. Zowat de ganse bemanning van de ufo kwam om. Door de crash vloog het Artefact uit het wrak en belandde enkele honderden meters verder half begraven in de grond. Het Artefact werd later gevonden door Sue. Zij was de vaste vriendin van kapitein Owen Crawford, maar hun relatie liep op de klippen.
Sue merkt op het Artefact een vreemd schrift en is ervan overtuigd dat het een taal is van buitenaardse wezens en behoorde tot de ufo. Ze beslist om het Artefact te bezorgen aan Owen Crawford in de hoop hun relatie een nieuw leven in te blazen. Owen was betrokken in het onderzoek van de gecrashte ufo, maar werd op non-actief gezet. Uit eigenbelang vermoordt hij Sue en steelt het Artefact. Dat laat hij zien aan kolonel Thomas Campbell. Hij chanteert Thomas: als Owen geen majoor wordt en niet het onderzoekshoofd van het Roswell ufo-incident, zal hij het Artefact in de openbaarheid brengen. Campbell gaat in op de eisen van Crawford.
Pas in 2001 merkt, inmiddels huidige diensthoofd, Mary Crawford op dat het schrift op het Artefact regelmatig verandert. Ze komt tot de conclusie dat het object een soort van opname-instrument is en dat het informatie bevat over een genetisch experiment. De buitenaardse wezens trachten een hybride te maken: een kruising tussen henzelf en mensen. Zo willen ze zich als soort evolutionair aanpassen zodat ze naast hun bestaande bovennatuurlijke krachten ook een eigen emotionele en sociale band krijgen (iets wat ze zelf niet hebben).
Wanneer de hybride Allie Keys vertrekt met de buitenaardse wezens, verdwijnt het Artefact met hen mee.

## Implantaten
De buitenaardse wezens hebben voor hun experiment in totaal 46.367 onschuldige mensen uitgekozen. Zij werden regelmatig tijdens de nacht of tijdens vliegtuigreizen ontvoerd voor fokexperimenten. Hun doel was om mensen te vinden van wie het DNA compatibel was met dat van hun om zo een hybride te ontwikkelen. De buitenaardse wezens brachten bij de ontvoerde mensen een hersenimplantaat aan zodat men ze later zonder problemen terug kan opsporen. Ook konden de implantaten het geheugen van de drager manipuleren tijdens ontvoeringen zodat de persoon in kwestie zich weinig of niets herinnert van de feiten.
De implantaten worden pas voor het eerst opgemerkt in 1962 op een röntgenfoto van het hoofd van Russell Keys. Russell klaagt al jaren over levensechte nachtmerries waarin hij wordt ontvoerd door aliens. De dokters dachten eerst dat het implantaat een tumor was, maar zijn zoon Jesse bleek een identiek implantaat te hebben.
Russell en Jesse gaan op zoek naar een manier om het implantaat te verwijderen en komen uiteindelijk in contact met kolonel Owen Crawford. Tijdens een privé-gesprek stelt Russell voor dat men zijn implantaat mag verwijderen, goed wetende dat hij hierdoor mogelijk zal sterven. Owen gaat akkoord, maar net voor de operatie realiseert Russell dat hij door Owen werd verraden en dat deze laatste enkel akkoord was gegaan omwille van eigen promotie. Toch kan hij niet meer ontsnappen. De dokters verwijderen met succes het implantaat, maar dan blijkt dat het object een negatief effect veroorzaakt op het menselijk brein waardoor alle omstaanders krankzinnig worden. Een van de bewakers vuurt zijn machinegeweer af op een zuurstoftank waardoor de operatiekamer ontploft en iedereen sterft.
Na dit incident gingen de leden van het UFO Project voorzichtiger aan het werk. Dokter Chet Wakeman slaagde erin om het opsporingssysteem van de buitenaardse wezens te kraken. Zo konden ze nu zelf nagaan welke mensen dergelijke implantaten hadden en waar ze zich bevonden. Via deze manier kon men nu nagaan welke mensen er regelmatig werden ontvoerd. Het Project ging vooral deze mensen en hun familie in het geheim nauwlettend volgen.
Ondanks dat de code was gekraakt, bleven de buitenaardse wezens hun implantaten gebruiken als onderdeel van het experiment. Uiteindelijk slagen ze er in de familie Clarke – Keys samen te brengen en zo de hybride Allie Keys te verwezenlijken die ook DNA heeft van de buitenaardse wezens. Zo kan ze onder andere via een soort van telepathie de implantaten volledig uitschakelen waardoor deze het lichaam via de neusholte verlaten.

## Buitenaardse wezens en hybriden
De buitenaardse wezens worden traditioneel voorgesteld: grijze, naakte "mensachtige"-wezens ter grootte van een kind. Hun hoofd en ogen zijn te groot naargelang hun te slanke lichaam. De wezens beschikken over enorme psychische krachten. Dokter Wakeman is ervan overtuigd dat de wezens niet uit onze dimensie komen, maar wel gebonden zijn aan onze wetten van fysica wat verklaart waarom hun ruimtetuig crasht door in aanraking te komen met een weerballon. Hun technologie is enorm geavanceerd en sommige van hun voorwerpen, zoals het artefact, zijn zelfs een uitbreiding van hun eigen gedachten. De wezens kunnen aan gedaantevervorming doen en nemen meestal een menselijke vorm aan om met mensen te communiceren. Ten slotte zijn ze in staat om mensen hun ervaringen te herbeleven. Ze hergebruiken deze ervaringen op andere personen, maar deze valse herinneringen geven zulke psychische weerslag dat men krankzinnig wordt.
Toen de wezens de eerste keer de aarde bezochten, en crashten in Roswell, was het gewoonweg hun bedoeling om kennis te maken met deze planeet. Ze hadden niet direct bijbedoelingen. Door de crash diende het wezen "John" zich te verstoppen en kwam terecht op de boerderij van Sally Clarke. Daar nam hij een menselijke gedaante aan. Via Sally leerde John dat mensen een sterke emotionele en sociale band hebben. John mocht dan wel uitermate slim zijn en over enorme krachten beschikken, emotionaliteit en socialiteit was iets dat hun ras evolutionair gezien had verloren en niet zomaar terug konden verkrijgen. Daarom beslist John om met Sally een seksuele band op te starten in de hoop om zo een hybride te verwekken. Op een dag verdwijnt John spoorloos, maar hij werd opgehaald door een ander schip. Daar vertelt hij de andere wezens zijn bevindingen en pas op dat ogenblik beslissen de wezens om mensen te ontvoeren om zo hybriden te maken. De ontvoeringen zijn voor mensen angstaanjagend en wekken psychische problemen op, maar de wezens beseffen dit niet omdat ze geen weet hebben van "goed" of "kwaad".
Echter, het experiment mislukt grotendeels omwille van allerlei redenen: hybriden sterven ten gevolge van afwijkingen of ze leven afgezonderd omdat ze hun krachten niet de baas kunnen. Uiteindelijk ontvoeren de wezens Charlie en Lisa. Lisa is een dochter van Jacob die op zijn beurt de zoon is van Sally en het wezen "John". Lisa geraakt, onder impuls van de krachten van de wezens, zwanger van Charlie. Het resultaat is Allie. Zij is de eerste volledig geslaagde hybride die zowel over de eigenschappen van de wezens als de mensen beschikt.

## Stambomen
| Russel Keys | Russel Keys | Russel Keys | Russel Keys | Russel Keys | Russel Keys |            |            |            |            |            |            | Kate         | Kate         | Kate         | Kate         | Kate         | Kate         |        |        |        |        |        |        | Sally Clarke | Sally Clarke | Sally Clarke | Sally Clarke | Sally Clarke | Sally Clarke |              |              |              |              |              |              | John        | John        | John        | John        | John        | John        |       |       |       |       |       |       |  |  |  |  |  |  | Owen Crawford | Owen Crawford | Owen Crawford | Owen Crawford | Owen Crawford | Owen Crawford |  |  |  |  |  |  | Anne Campbell | Anne Campbell | Anne Campbell | Anne Campbell | Anne Campbell | Anne Campbell |               |               |               |               |               |               |       |       |       |       |       |       |
| Russel Keys | Russel Keys | Russel Keys | Russel Keys | Russel Keys | Russel Keys |            |            |            |            |            |            | Kate         | Kate         | Kate         | Kate         | Kate         | Kate         |        |        |        |        |        |        | Sally Clarke | Sally Clarke | Sally Clarke | Sally Clarke | Sally Clarke | Sally Clarke |              |              |              |              |              |              | John        | John        | John        | John        | John        | John        |       |       |       |       |       |       |  |  |  |  |  |  | Owen Crawford | Owen Crawford | Owen Crawford | Owen Crawford | Owen Crawford | Owen Crawford |  |  |  |  |  |  | Anne Campbell | Anne Campbell | Anne Campbell | Anne Campbell | Anne Campbell | Anne Campbell |               |               |               |               |               |               |       |       |       |       |       |       |
|             |             |             |             |             |             |            |            |            |            |            |            |              |              |              |              |              |              |        |        |        |        |        |        |              |              |              |              |              |              |              |              |              |              |              |              |             |             |             |             |             |             |       |       |       |       |       |       |  |  |  |  |  |  |               |               |               |               |               |               |  |  |  |  |  |  |               |               |               |               |               |               |               |               |               |               |               |               |       |       |       |       |       |       |
|             |             |             |             |             |             |            |            |            |            |            |            |              |              |              |              |              |              |        |        |        |        |        |        |              |              |              |              |              |              |              |              |              |              |              |              |             |             |             |             |             |             |       |       |       |       |       |       |  |  |  |  |  |  |               |               |               |               |               |               |  |  |  |  |  |  |               |               |               |               |               |               |               |               |               |               |               |               |       |       |       |       |       |       |
|             |             |             |             |             |             | Jesse Keys | Jesse Keys | Jesse Keys | Jesse Keys | Jesse Keys | Jesse Keys |              |              |              |              |              |              | Amelia | Amelia | Amelia | Amelia | Amelia | Amelia |              |              |              |              |              |              | Jacob Clarke | Jacob Clarke | Jacob Clarke | Jacob Clarke | Jacob Clarke | Jacob Clarke |             |             |             |             |             |             | Carol | Carol | Carol | Carol | Carol | Carol |  |  |  |  |  |  | Sam Crawford  | Sam Crawford  | Sam Crawford  | Sam Crawford  | Sam Crawford  | Sam Crawford  |  |  |  |  |  |  | Eric Crawford | Eric Crawford | Eric Crawford | Eric Crawford | Eric Crawford | Eric Crawford |               |               |               |               |               |               | Julie | Julie | Julie | Julie | Julie | Julie |
|             |             |             |             |             |             | Jesse Keys | Jesse Keys | Jesse Keys | Jesse Keys | Jesse Keys | Jesse Keys |              |              |              |              |              |              | Amelia | Amelia | Amelia | Amelia | Amelia | Amelia |              |              |              |              |              |              | Jacob Clarke | Jacob Clarke | Jacob Clarke | Jacob Clarke | Jacob Clarke | Jacob Clarke |             |             |             |             |             |             | Carol | Carol | Carol | Carol | Carol | Carol |  |  |  |  |  |  | Sam Crawford  | Sam Crawford  | Sam Crawford  | Sam Crawford  | Sam Crawford  | Sam Crawford  |  |  |  |  |  |  | Eric Crawford | Eric Crawford | Eric Crawford | Eric Crawford | Eric Crawford | Eric Crawford |               |               |               |               |               |               | Julie | Julie | Julie | Julie | Julie | Julie |
|             |             |             |             |             |             |            |            |            |            |            |            |              |              |              |              |              |              |        |        |        |        |        |        |              |              |              |              |              |              |              |              |              |              |              |              |             |             |             |             |             |             |       |       |       |       |       |       |  |  |  |  |  |  |               |               |               |               |               |               |  |  |  |  |  |  |               |               |               |               |               |               |               |               |               |               |               |               |       |       |       |       |       |       |
|             |             |             |             |             |             |            |            |            |            |            |            | Charlie Keys | Charlie Keys | Charlie Keys | Charlie Keys | Charlie Keys | Charlie Keys |        |        |        |        |        |        |              |              |              |              |              |              |              |              |              |              |              |              | Lisa Clarke | Lisa Clarke | Lisa Clarke | Lisa Clarke | Lisa Clarke | Lisa Clarke |       |       |       |       |       |       |  |  |  |  |  |  |               |               |               |               |               |               |  |  |  |  |  |  |               |               |               |               |               |               | Mary Crawford | Mary Crawford | Mary Crawford | Mary Crawford | Mary Crawford | Mary Crawford |       |       |       |       |       |       |
|             |             |             |             |             |             |            |            |            |            |            |            | Charlie Keys | Charlie Keys | Charlie Keys | Charlie Keys | Charlie Keys | Charlie Keys |        |        |        |        |        |        |              |              |              |              |              |              |              |              |              |              |              |              | Lisa Clarke | Lisa Clarke | Lisa Clarke | Lisa Clarke | Lisa Clarke | Lisa Clarke |       |       |       |       |       |       |  |  |  |  |  |  |               |               |               |               |               |               |  |  |  |  |  |  |               |               |               |               |               |               | Mary Crawford | Mary Crawford | Mary Crawford | Mary Crawford | Mary Crawford | Mary Crawford |       |       |       |       |       |       |
|             |             |             |             |             |             |            |            |            |            |            |            |              |              |              |              |              |              |        |        |        |        |        |        | Allie Clarke |              |              |              |              |              |              |              |              |              |              |              |             |             |             |             |             |             |       |       |       |       |       |       |  |  |  |  |  |  |               |               |               |               |               |               |  |  |  |  |  |  |               |               |               |               |               |               |               |               |               |               |               |               |       |       |       |       |       |       |

## Afleveringen

### Aflevering 1
Kapitein Russell Keys bevindt zich te midden een luchtgevecht boven Duitsland tijdens de Tweede Wereldoorlog. Plots duikt er een ufo op die Russell en zijn ganse bemanning tijdelijk ontvoert. Russell herinnert zich niets meer van het incident. Na de oorlog wordt hij een oorlogsheld en mag hij vervroegd op pensioen. Hij trouwt met zijn jeugdliefde Kate en krijgen samen een zoon Jesse.
Russell heeft sinds de Tweede Wereldoorlog regelmatig nachtmerries waarin hij wordt ontvoerd door buitenaardse wezens. Hij is er steeds meer van overtuigd dat die dromen weleens echt zouden kunnen zijn. Het enige wat Russell zich meestal herinnert is dat hij tegen de avond/schemering wordt ontvoerd door steeds dezelfde artiesten van een rondreizend circus. Daarna wordt hij plots wakker in zijn bed.
In zijn zoektocht naar een antwoord komt hij terug in contact met zijn enig overlevende bemanningslid: luitenant Lou Johnson. Russell herinnert zich dat zij tijdens de wereldoorlog werden gevangengenomen door Duitse dokters die experimenten op hen uitvoerden. Lou is ervan overtuigd dat zij hierdoor of een trauma of hersenschade hebben opgelopen, waardoor de dromen blijven terugkomen. Russell zelf maakt nu de link dat die dokters weleens buitenaardse wezens kunnen zijn die in staat waren om zich een menselijke gedaante aan te nemen via gedaanteverwisseling.
Rond dezelfde periode vindt Kapitein Owen Crawford in Roswell een gecrashte vliegende schotel. In de schotel vindt men twee lijken en twee zwaargewonde buitenaardse wezens. Het onderzoek toont ook aan dat een vijfde wezen levend is kunnen ontsnappen. Thomas Campbell, de baas van Owen, start een project op om te achterhalen waarom deze buitenaardse wezens de aarde bezoeken.
De vliegende schotel heeft een aantal vreemde eigenschappen: zo kunnen mensen niet langer dan 15 minuten in het voertuig blijven wegens een toenemende helse hoofdpijn. Als men toch langer aanwezig blijft, krijgt men een fatale hersenbloeding. Ook is een van de zwaargewonde wezens redelijk hersteld. Tijdens een eerste “gesprek” blijken ze over bovennatuurlijke gaven te beschikken en kunnen mensen hun herinneringen opnieuw doen beleven. Dit blijkt al meteen een ongewenst neveneffect te hebben: de testpersoon werd hierdoor volledig krankzinnig. Het experiment loopt volledig uit de hand en de proefpersoon vermoordt de twee buitenaardse wezens. Owen wordt omwille van dit incident van het project gehaald.
Zijn ex Sue vindt later een artefact afkomstig van de vliegende schotel. Ze geeft het aan Owen in de hoop om hun relatie nieuw leven in te blazen. Owen vermoordt Sue en neemt het artefact met zich mee. Hij verleidt en trouwt met Anne, de dochter van kolonel Campbell. Owen chanteert kolonel Campball met het Artefact en wordt zo majoor en leider van het project. Owen tracht het vijfde buitenaardse wezen op te sporen.
Dit wezen heeft zich een menselijk uiterlijk aangenomen en noemt zichzelf John. Hij belandt bij de eenzame Sally Clarke die hem onderdak geeft. Hoewel zij ervan overtuigd is dat John geen mens is, gaat ze toch een seksuele relatie aan en wordt ze zwanger van hem. John verlaat haar dan.

### Aflevering 2
Kate Keys is gescheiden van Russell gezien samenleven met hem onmogelijk werd omwille van zijn paranoia betreffende buitenaardse ontvoeringen. Ze is nu getrouwd met sheriff Bill Walker. Op een avond leest ze een avondverhaaltje voor aan haar ondertussen 7-jarige zoon Jesse. ’s Nachts wordt Jesse wakker en er blijkt in zijn kamer een personage rond te lopen uit dat avondverhaal. In werkelijkheid is het een buitenaards wezen dat zich heeft getransformeerd tot deze sprookjesfiguur. Het wezen ontvoert Jesse voor de eerste keer.
Vijf jaar later is Russell Keys nog steeds op de vlucht in de hoop dat hij niet meer ontvoerd wordt door de buitenaardse wezens. Hij is aan lager wal geraakt en is nu een zwerver. Zijn pogingen lijken tevergeefs, gezien hij nog regelmatig wordt meegenomen. Tijdens een van die ontvoeringen ziet hij plots zijn 12-jarige zoon. Russell beslist om Jesse op te zoeken in zijn ouderlijk huis tot groot ongenoegen van Kate en Bill.
Russell en Jesse blijken dezelfde nachtmerries te hebben waarin ze worden ontvoerd door rondreizende circusartiesten. Ze besluiten op kerstavond om op de vlucht te gaan. Jesse wordt niet veel later ontvoerd door de buitenaardse wezens. Russell wordt overgedragen aan de politie wegens ontvoering van Jesse. Wanneer Jesse enige tijd later terug opduikt en zich niets herinnert, wordt Russell vrijgelaten wegens gebrek aan bewijzen. Russell besluit om terug rond te zwerven. Jesse blijft bij Kate en Bill.
Ondertussen is Owen Crawford kolonel en is hij het hoogste diensthoofd van het project. Hij gebruikt onethische methodes en heeft een team van gewetenloze mensen om het geheim van de buitenaardse wezens te achterhalen. Zijn onderzoek is er vooral op gericht om de gevonden schotel opnieuw te laten vliegen, waarin men niet lukt.
Sally Clarke leeft samen met haar half-menselijke, half-buitenaardse zoon Jacob. Ze is wanhopig op zoek naar een manier om terug in contact te komen met John. Owen ontdekt dit en gaat undercover. Hij overtuigt Sally om Jacob te gebruiken in zijn project. Jacob blijkt trouwens over bijzondere buitenaardse krachten te bezitten. Jacob realiseert zich dat Owen hem enkel wil gebruiken om er zelf beter van te worden. Daarom laat hij zijn krachten los op Owen die een panische aanval krijgt en halsoverkop vertrekt. Sally en Jacob besluiten om te vluchten voordat iemand van het Project terugkomt. Om sporen uit te wissen ensceneren ze de dood van Jacob.

### Aflevering 3
President John F. Kennedy wil het Project stopzetten. Hij is van mening dat de buitenaardse wezens geen gevaar vormen, of toch zeker niet in de proporties zoals Crawford het doet voorkomen. Owen krijgt nog 30 dagen de tijd om het tegendeel te bewijzen.
Anne, de vrouw van Owen, wordt labiel en dreigt alle geheimen van het project openbaar te maken. De twee handlangers van Owen, Marty Erickson en Howard Bowen, gaan op pad om na te gaan of Jacob wel werkelijk dood is. Dankzij zijn speciale krachten kan Jacob zich verborgen houden, maar blijkbaar moet hij daarvoor zulke inspanningen doen dat hij gezondheidsproblemen krijgt. Daar Kennedy ondertussen heeft besloten om het project over te dragen naar een ander departement, vermoord Owen uit frustratie Howard Bowen en zijn vrouw Anne.
Ondertussen worden Jesse en Russell nog steeds regelmatig ontvoerd. Jesse gaat op zoek naar hulp en zo benaderd hij Owen, die hem zijn hulp wil aanbieden en de ware intenties van de buitenaardse wezens wil achterhalen. Uit een hersenscan blijkt dat beiden een implantaat hebben. Russell geeft zijn toestemming om het implantaat te laten verwijderen, hoewel hij beseft dat dit zijn dood kan betekenen. Nadat chirurgen het implantaat hebben verwijderd, blijkt dit een desastreus neveneffect te hebben. Iedereen in de operatiekamer wordt plots gek. Een van de bewakers schiet met zijn machinegeweer op een zuurstoftank waardoor de gehele ruimte ontploft en iedereen daarbinnen sterft, inclusief Russell Keys.

### Aflevering 4
Owen Crawford is geruïneerd en heeft zijn onderzoek verder doorgegeven aan zijn zonen Eric en Sam. Eric is er 100% zeker van dat zijn vader de waarheid spreekt over de buitenaardse wezens en neemt een leidinggevende functie aan binnen het Project. Sam denkt eerder dat heel het verhaal verzonnen is en enkel dient om illegale, ongeoorloofde activiteiten van de regering in de doofpot te steken. Zijn mening verandert wanneer hij het Artefact terug vindt dat zijn vader destijds had verborgen.
Rond dezelfde periode verschijnen in diverse kranten berichten over een recent ontdekte mummie in Alaska. Sam ontdekt dat de symbolen op de sarcofaag dezelfde zijn als die op het Artefact. Daarop beslist hij om in Alaska verder onderzoek te doen. Toevallig komt hij voorbij een schuur waar hij Wendy vindt, een jong meisje. Zij was enige tijd geleden op pad met haar moeder, maar verdwaalde. Ze geraakte ernstig gewond en werd opgevangen door Lester die haar sindsdien verzorgt in de hut. Lester beweert dat hij is ontstaan uit een kruising tussen een mens en een buitenaards wezen. Hij moet zijn gezicht en ogen steeds verbergen gezien deze verdoemd zijn. Ondertussen hebben de dorpsbewoners de hut gevonden en steken deze in brand. Sam kan Wendy tijdig uit de hut brengen. Vervolgens wil hij Lester redden, maar per ongeluk gooit Sam de kap van Lester’s hoofd. Sam kijkt recht in zijn ogen en verstijfd van angst. Beiden worden levend verbrand. Owen verneemt het nieuws over de dood van zijn zoon Sam, krijgt hierdoor een beroerte en sterft.
In dezelfde periode komt Jesse Keys als veteraan terug van Vietnam. Hij is verslaafd aan de heroïne en wordt psychisch achtervolgd door de buitenaardse ontvoeringen en zijn militaire carrière. Hij vindt uiteindelijk rust en vrede bij verpleegster Amelia die hem van zijn verslaving afhelpt.
Op dat ogenblik wordt Mary Crawford geboren, de dochter van Eric Crawford en kleindochter van de onlangs gestorven Owen Crawford.

### Aflevering 5
Via chantage en manipulatie wordt Eric Crawford baas van het Project. Hij neemt de taak op zich om de activiteiten van de buitenaardse bezoekers te onderzoeken. Hij start zijn zoektocht bij Jacob Clarke en Jesse Keys. Ook neemt hij de excentrieke wetenschapper dokter Chet Wakeman in dienst en krijgt hij hulp van Becky Clarke. Chet Wakeman kraakt de code en het signaal van de implantaten. Via satellieten kan hij nu zelf nagaan welke mensen dergelijk implantaat hebben en waar ze zich bevinden.
Ondanks de code werd gekraakt, blijven de buitenaardse wezens hun methode verder gebruiken. Jesse wordt nog steeds regelmatig ontvoert. Hij gaat in op het aanbod van Eric uit vrees dat de buitenaardse wezens ook zijn zoon Charlie Keys zouden ontvoeren. Zijn acties zijn tevergeefs en leiden ertoe dat hij volledig krankzinnig wordt. Charlie en Amelia besluiten om te vluchten voor het Project. Ondertussen sterft Sally Clarke van ouderdom.
Jesse vindt in een zeer oude krant foto’s terug over een rondreizend circus. De afgebeelde personen komen qua uitzicht, leeftijd, attributen etc. volledig overeen met degenen die hem jaren later ontvoeren.

### Aflevering 6
Zestien jaar zijn verstreken. Charlie Keys en Lisa Clarke (een dochter van Jacob Clarke) blijken plots zeer belangrijk te worden voor de buitenaardse wezens. Dit gaat bij de regering niet onopgemerkt voorbij en het Project wordt terug gestart gezien men van mening is dat de buitenlandse bezoekers toch een werkelijk gevaar zouden kunnen zijn.
De buitenaardse wezens ontvoeren Charlie en Lisa. Met hun telepathische krachten verplichten ze Charlie en Lisa om seks met elkaar te hebben. Lisa geraakt hierdoor zwanger. Na het incident herinneren ze zich niets meer van deze ontmoeting en het lijkt alsof de buitenaardse wezens hen vanaf nu gerust laten. Lisa bevalt negen maanden later van Allie. De buitenaardse wezens richten hun belangstelling vanaf nu op de ontwikkeling van Allie.

### Aflevering 7
Charlie Keys gaat op zoek naar antwoorden waarom de buitenaardse wezens zich destijds hebben gericht op zijn familie. Lisa Clarke is een muzikaal talent en heeft een speciale band met haar dochter Allie. Geen van hen is er zich van bewust dat ze nauwlettend in het oog worden gehouden door leden van het Project.
Ondertussen is Mary Crawford een leidinggevende binnen het project en rapporteert ze aan haar vader Eric Crawford. Zij denkt dat Allie de belangrijkste schakel is van het experiment van de buitenaardse wezens en het lijkt erop dat ze goddelijke dingen kan verwezenlijken. Zo lijkt ze te kunnen communiceren met dolfijnen van een nabijgelegen pretpark die ze zonder problemen kan laten zwemmen in een richting door haar aangeduid.
Mary start een project op om Allie te kunnen ontvoeren. Charlie en Lisa hebben elkaar ondertussen terug ontmoet en zijn met Allie op pad op het ogenblik de ontvoering plaatsvindt. Allie gebruikt haar bovennatuurlijke intelligentie en krachten om de situatie te kalmeren. Ze geeft zichzelf over aan het Project op voorwaarde dat Charlie en Lisa in leven blijven.

### Aflevering 8
Het leger, onder leiding van de xenofobe generaal Beers, eist Allie op. Hij wil haar gebruiken als valkuil voor de buitenaardse wezens. Zo wil hij in een verlaten boerderij in North Dakota een van de vliegende schotels neerhalen om vervolgens de buitenaardse bezoekers over hun experimenten te kunnen ondervragen.
Mary wordt door Beers uit het project gezet, maar dankzij het Artefact slaagt ze er terug in om een van de belangrijkste leden te worden van deze opzet.
Charlie en Lisa zijn op zoek naar hun dochter en niets lijkt hen tegen te houden. Ze slagen in hun plan om Allie te vinden, maar komen te laat: Allie was er net in geslaagd om via het Artefact een vliegende schotel te laten komen die onmiddellijk werd neergehaald door het leger.

### Aflevering 9
Mary geeft enkele militairen de opdracht om het neergehaalde moederschip te onderzoeken en om contact te leggen met de buitenaardse wezens. Ze worden echter in de luren gelegd door Allie die in staat is om met haar krachten het schip terug te activeren. Hierdoor sterven de mensen die zich in het schip bevinden naar aanleiding van een hersenbloeding. Allie gaat op de vlucht met Lisa en Charlie en een derde man. Deze laatste blijkt het buitenaardse wezen “John” te zijn.

### Aflevering 10
Charlie, Lisa en Allie proberen de Verenigde Staten te ontvluchten. Vooraleer ze vertrekken naar Buenos Aires beslissen ze om zich te verbergen in de oude boerderij van de familie Clarke waar het experiment is begonnen. Het leger vindt hen daar en omsingelt de boerderij. Plots duikt een enorme massa mensen op die in het verleden werden ontvoerd en nog een chipkaart in hun hersenen hebben. Allie kan met haar bovennatuurlijke gave de chips deactiveren zodat deze onbruikbaar het lichaam via de neusholte verlaat.
Ondertussen verklaart John waarover de experimenten gaan: hun eigen ras mocht dan wel bovennatuurlijke krachten en een enorme intelligentie hebben, ze hebben geen gevoelens, kenden geen deontologie en waren niet echt sociale wezens. Ze observeerden de aarde al talloze jaren en zagen dat mensen deze eigenschappen wel bezaten. Om deze gave ook te bemachtigen, besloten ze hun ras te kruisen met mensen. Net omdat ze geen gevoelens hebben, zagen ze ook niet direct het slechte van hun daden in en welke psychologische gevolgen dit had voor mensen die ze ontvoerden.
De vroeger ontvoerde mensen zijn nog massaal rondom de boerderij om te verhinderen dat Allie in de handen van het leger komt. Op commando van Mary Crawford wordt een bloederige aanval ingezet om Allie uiteindelijk toch te kunnen ontvoeren. Allie beseft dat ze op aarde niet veilig is omdat ze steeds zal achtervolgd worden door het leger. Omdat zij een geslaagde hybride is die haar eigenschappen kan doorgeven aan nakomelingen, beslist ze om mee te gaan met de buitenaardse wezens. Even later verschijnt een vliegende schotel die Allie teleporteert.
Aangezien het leger niet in zijn opdracht is geslaagd, wordt Mary Crawford gearresteerd. Ze wordt opgesloten voor de rest van haar leven vanwege haar onmenselijk commando voor de bloederige aanval. Charlie en Lisa rouwen omwille van het vertrek van hun dochter, maar houden zich sterk met de gedachte dat hun dochter vroeg of laat zal terugkeren. John overlijdt aan de gevolgen van een verwonding.